# فرنان فیرت
فرنان فیرت (فرانسوی: Fernand Feyaerts‎; ۱ ژانویهٔ ۱۸۸۰ – ۱ ژانویهٔ ۱۹۲۷) شناگر و بازیکن واترپلو اهل بلژیک بود.